# Tetsuo Gotō
Tetsuo Gotō (後藤 哲夫?, Gotō Tetsuo; Prefettura di Gifu, 10 agosto 1950 – 6 novembre 2018) è stato un attore e doppiatore giapponese.
La sua carriera nel doppiaggio ha avuto inizio negli anni settanta.

## Doppiaggio

### Serie animate
- Angel Heart (Chan)
- Cyborg 009 (versione del 2001) (Sukea)
- Death Note (Dellidublly)
- Dinosaur King (Dr.Z)
- Kage Kara Mamoru! (Jin Pan Jii)
- Layton Mystery Tanteisha: Katori no Nazotoki File (Jan Frusall (ep. 28))
- Le tenebrose avventure di Billy e Mandy (Boogeyman)
- Lei, l'arma finale (Kanbu)
- Master Keaton (Edward Langley)
- Naruto (Kanna)
- Oban Star-Racers (Lord Furter)
- One Piece (Hannyabal, San Myosgard, Lao G)
- Planetes (Arvind "Robbie" Lavie)
- Spider-Man: The Animated Series (Mac Gargan)
- L'Uomo Ragno e i suoi fantastici amici (Mac Gargan)
- Yin Yang Yo! (Carl)
- Zero no tsukaima (Derflingher, Scarron)
- Dragon Ball Super (Gowasu)

### Film
- Alla ricerca di Nemo (Nigel il Pellicano)
- Amore a prima svista (Mauricio Wilson)
- La sirenetta II - Ritorno agli abissi (Scuttle)
- Gli Incredibili - Una "normale" famiglia di supereroi (Edna Mode)
- Star Wars: Episodio III - La vendetta dei Sith (Generale Grievous)
- Transformers (Ron Witwicky)

### Videogiochi
- Crash Nitro Kart (Norm)
- Devil May Cry 5 (King Cerberus)
- Il professor Layton e lo scrigno di Pandora (Beluga)
- Jak and Daxter: The Precursor Legacy (Boggy Billy)
- Layton's Mystery Journey: Katrielle e il complotto dei milionari (Jan Frusall)
- Monster Hunter Stories (Capovillaggio Omna)
- Panzer Dragoon Orta (Old Ponta)
- Prince of Persia: Le sabbie del tempo (Sultano)
- Ratchet & Clank (Drek)
- Ratchet & Clank (videogioco 2016) (Drek)
- Rogue Galaxy (Dottor Izel, Ugozi Lo Burkaqua)